# معركة باتراس (1772)
وقعت معركة باتراس في 6 و‌7 و‌8 نوفمبر 1772، أثناء الحرب الروسية التركية (1768-1774) في خليج باتراس باليونان، عندما هزم أسطول روسي بقيادة ميخائيل كونييف قوة عثمانية مكونة من فرقاطات وقرصانيات (القُرْصانيّة هي سفينة صغيرة ثلاثيّة الصواري استُخدمَت قديماً لأغراض اَلْقَرْصَنَة)، مما أدى إلى تدمير جميع الفرقاطات التسعة و 10 من أصل 16 قرصانية بينما لم تفقد أي سفن.